# Agroglif

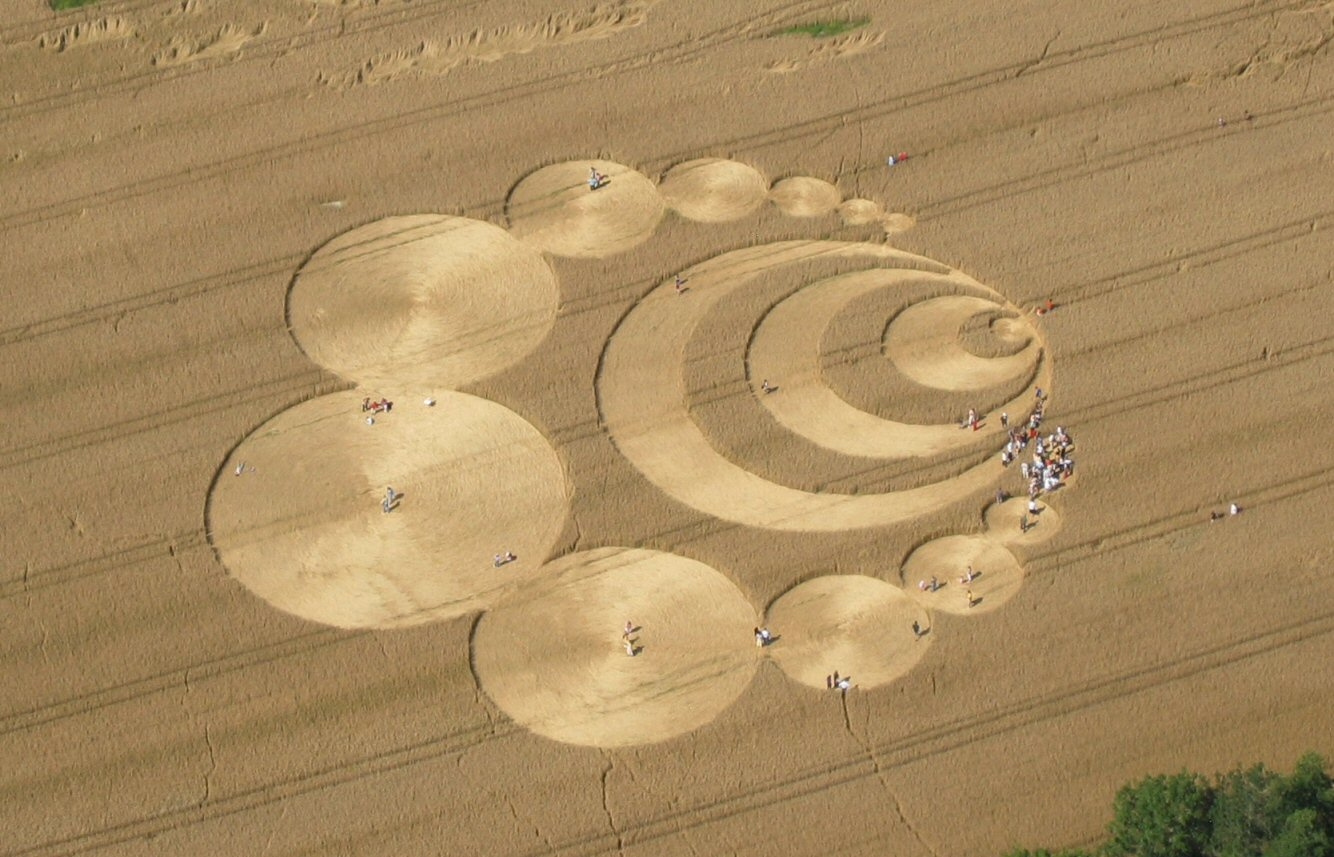
Vista aèria d'un agroglif a Suïssa

Un agroglif, anomenat també cercle de les collites, és un tipus de dibuix fet en camps de cultiu (blat, dacsa, etc.) tot aixafant les tiges de les plantes.

## Història
El fenomen es conegué i tingué repercussió mediàtica a partir del 1976, quan van aparèixer els primers cercles a Wiltshire, al Regne Unit. Eren simples, de només 9 o 10 metres de diàmetre, però amb el pas dels anys esdevingueren més complexos i nombrosos. Ja a la dècada dels 1980 el fenomen es va traslladar a altres països com Alemanya, Nova Zelanda, etc.
El 1991 els jubilats Doug Bower i Dave Chorley es van adjudicar l'autoria dels primers cercles apareguts durant a mitjan dècada del 1970 i van mostrar a la premsa com els feien.
Des d'aquell moment l'atractiu sobre els cercles va decaure, però prompte van aparèixer més cercles i més complexos, la qual cosa va fer pensar els aficionats al paranormal que no tots els cercles van ser fets per Bower i Chorley i que podrien tenir un origen extraterrestre o desconegut. Escèptics i els mateixos Bower i Chorley opinen que la nova aparició de cercles es deu a la creació de nous grups creadors d'aquestes figures.